# Antoine Charles Louis de Lasalle
Antoine Charles Louis de Lasalle, född 10 maj 1775, död 6 juli 1809, var en fransk militär, senare greve.
Lasalle var av adlig börd och före revolutionen löjtnant. Vid denna måste han avgå men tog tjänst som menig soldat, blev 1795 åter officer och gjorde sig snart känd som en av arméns bästa kavalleriofficerare. Som generalmajor förmådde han 1806 med endast 600 husarer förmå den starka fästningen Stettin att kapitulera och blev till belöning generallöjtnant. Lasalle stupade i spetsen för sina ryttare i slaget vid Wagram.